# Contea di Mengyin
La contea di Mengyin (蒙阴县S, Méngyīn XiànP) è una contea della Cina, situata nella provincia dello Shandong e amministrata dalla prefettura di Linyi.